# Bibifoc
Bibifoc est une série télévisée d'animation française en 26 épisodes (52 épisodes si divisé en deux parties) de 26 minutes (13 minutes si divisé en deux parties) créée par Jacques Morel et Éric Turlot (scénario), Philippe Marin (dessin) et Marc Tortarolo (concept), et diffusée entre le 3 octobre 1985 et le 23 décembre 1986 sur Antenne 2 dans l'émission Récré A2 et au Québec à partir du 3 février 1986 à Super Écran, puis en clair à partir du 1er septembre 1988 sur Canal Famille.

## Synopsis
Cette série met en scène les aventures d'un bébé phoque (Bibifoc), d'un jeune garçon passionné par la nature (Tommy) et d'une petite fille inuit (Ayma), qui vont combattre les chasseurs de phoques en Arctique.

## Histoire du projet
À l'origine du projet Bibifoc se trouve Match 3 – créé par Luc Royer, Philippe Marin et Jacques Morel – studio de publicité ayant pour médium la BD. Marc Tortarolo, sensibilisé par un film publicitaire scandinave traitant du massacre des bébés phoques, propose le concept d'un dessin animé sur ce thème.
Afin de financer le projet, Marc prospecte auprès du Comité européen pour la protection des animaux à fourrure (CEPPAF), ce qui permet la réalisation d'un pilote avec l'école de dessin animé de Paris. Ce pilote devait être un spot publicitaire de sensibilisation, mais l'équipe prend le parti d'en faire une série télévisée.
Pour les besoins de la série, Éric Turlot est engagé comme coscénariste, et la société de production BZZ Films est créée et dirigée par Marc Tortarollo. L'équipe cherche comment diffuser son dessin animé mais, en 1985, la création des chaînes La Cinq et TV6 complique les choses. C'est avec Jacqueline Joubert (responsable du service jeunesse d'Antenne 2) que le studio va pouvoir se lancer. Ils complètent l'équipe afin de démarrer la fabrication de Bibifoc.
La fabrication ne se déroule pas comme prévu : après de nombreux retards, la société BZZ films dépose le bilan ; l'équipe d'animation, non payée, occupe les locaux. Finalement, la réalisation de la série est transmise au studio Hanna Barbera.
En 2003, la société MZ Films rachète les droits d'exploitation de Bibifoc et propose à la vente les épisodes en DVD. Une nouvelle série est annoncée[réf. nécessaire], probablement une animation en 3D.

## Fiche technique
- Concept : Marc Tortarolo
- Dessins : Philippe Marin
- Scénaristes : Jacques Morel, Éric Turlot
- Réalisateur : John Armstrong
- Coréalisateur : Al Lowenheim
- Générique : John Freeman
- Graphisme : Debra Smitch
- Direction artistique : Larry Smith
- Musique du thème principal : Ferry Wienneke
- Effets spéciaux : Jamie Graham
- Supervision de l’animation : Mill Valley Animation Company
- Musique Bibifoc : Richard de Bordeaux
- Interprète : Marie Dauphin

### Voix françaises
- Jackie Berger : Tommy
- Séverine Morisot : Ayma
- Philippe Dumat : Oncle Smoky (Tamponne)
- Gérard Hernandez : Sulfuric
- Pierre Trabaud : Carbonne
- Marc de Georgi : Voix off (narrateur) (1re voix)
- Henry Djanik : Voix off (narrateur) (2e voix)

## Épisodes
1. La Naissance
2. Le Collier
3. Ayma
4. L'Iceberg
5. Radio Danger
6. Le Piège
7. L'Appel des phoques
8. Tournebroche se repent
9. Chantage
10. Le Voyage
11. Les Baleines
12. Les Chasseurs
13. La Chasse à la tortue
14. La Grande Nuit
15. Sous la glace
16. Le Grand Appel
17. L'Enlèvement
18. L'Usine
19. Safari
20. Terre interdite
21. Sauve qui peut
22. La Grande Bleue
23. Manipulation
24. Sabotage
25. La Grande Question
26. La Surprise
27. Les Ravisseurs
28. Les Désillusions du docteur
29. Le Chamois
30. L'Avalanche
31. Quelle traversée
32. La Recherche
33. Le Naufrage
34. L'Iceberg
35. La Licorne
36. Bibi-panthères
37. La Grande Chasse
38. Le Sous-marin
39. À la recherche du yéti
40. Le Lièvre blanc
41. L'Avion blanc
42. Les Photos
43. Le Panda
44. La Rançon
45. Chez les mayas
46. Le Sanctuaire
47. Gare au gorille
48. Bibifoc fait le singe
49. Promenons-nous dans les bois
50. Gardez le garde
51. Tampon contre-attaque
52. Décontamination

## Exportation
C'est la première série d'animation française à pénétrer le marché américain[réf. nécessaire], sur HBO sous le titre Seabert[réf. souhaitée].

## Générique
Le générique du dessin animé chanté par Marie Dauphin, sort en single en 1985 et sera pendant 26 semaines au Top 50 dont il atteint la 13e place en janvier 1986, ; il sera disque d'or avec ses 800 000 exemplaires vendus. C'est également la première fois que la musique de générique d'un dessin animé se classe dans le Top 50 des meilleures ventes de disques. Cette chanson a été un succès du genre, à travers le monde[réf. souhaitée]. Il devait au départ être chanté par Dorothée. Les paroles comportent toutefois une erreur, puisque la chanson cite l’Antarctique alors que l’action se situe au Groenland.

## Produits dérivés
Une liste non exhaustive de produits dérivés est disponible sur le site de l'auteur.